# Bulunkul
Der Bulunkul (tadschikisch Булункӯл) ist ein Süßwassersee in der autonomen Provinz Berg-Badachschan im Osten Tadschikistans. Der See liegt in mehr als 3600 Metern Höhe im Pamir-Gebirge.

## Umgebung
Die Umgebung des Sees ist geprägt von einem Plateau, das von einer Sand- und Gerölllandschaft bedeckt ist, wobei sich auch Hochmoore und Sümpfe in der Region finden lassen. Vor allem nördlich dieser Hochebene ragen hohe Gipfel des Pamir-Gebirges auf. Weniger als zwei Kilometer entfernt vom Bulunkul liegt der See Jaschilkul, wobei der Bulunkul der kleinere der beiden Hochgebirgsseen ist.
In der Nähe des Sees befindet sich ein gleichnamiges Dorf.

## Fauna
Der Bulunkul ist Heimat oder Anlaufstelle für viele Tiere, vor allem für eine Vielzahl von Wasserlebewesen. Zudem gibt es Populationen von Enten und Gänsen. Auf Grund der besonderen Vogelarten der Region gehört der Bulunkul zu einer sogenannten Important Bird Area (deutsch: Wichtiges Vogelgebiet).